# Горбово (Клинський район)
Горбово — село у складі міського поселення Клин Клинського району Московської області Російської Федерації.

## Розташування
Село Горбово входить до складу міського поселення Клин, воно розташовано на березі річки Сестра. Найближчі населені пункти Борозда, Давидково.

## Населення
Станом на 2010 рік у селі проживало 13 людей